# St. Johannes der Täufer (Pöttmes)

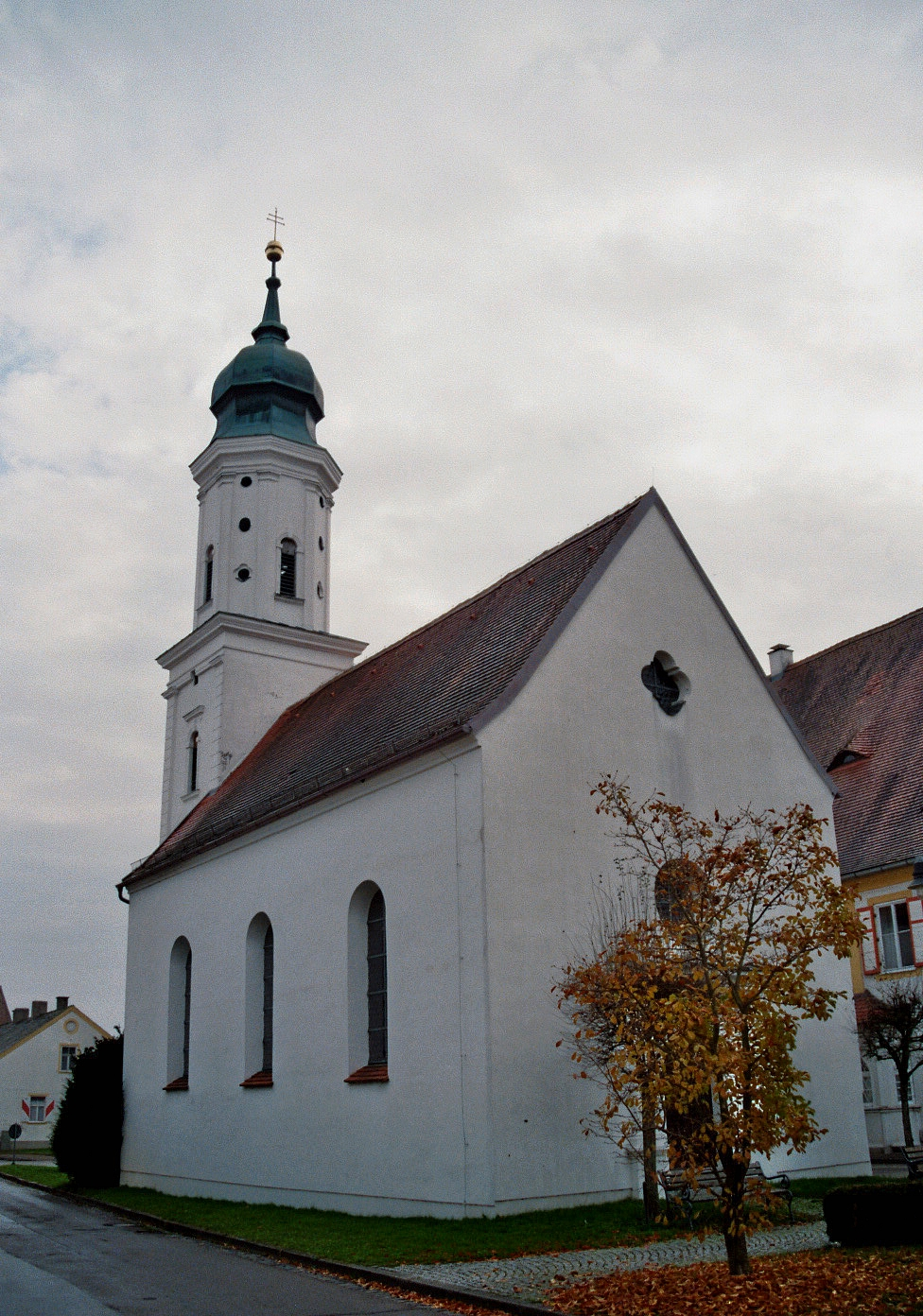
St. Johannes der Täufer (Pöttmes)

Die römisch-katholische Kirche St. Johannes der Täufer steht in Pöttmes, einem Markt im schwäbischen Landkreis Aichach-Friedberg von Bayern. Das Bauwerk ist in der Liste der Baudenkmäler in Pöttmes als Baudenkmal unter der Nr. D-7-71-156-12 eingetragen.

## Beschreibung
Das Langhaus der Saalkirche wurde 1704/05 erbaut. Im Osten schließt sich der Kirchturm auf quadratischem Grundriss an, der 1774/75 mit einem Geschoss mit Pilastern an den acht Ecken aufgestockt und mit einer welschen Haube bedeckt wurde. Der Innenraum wurde in der Bauzeit mit Stuck versehen. Die Kirche erhielt ein Gemälde, das für den ehemals barocken Hochaltar der Pfarrkirche 1717 geschaffen wurde. Der Kreuzweg entstand 1848. Für einen Gumppenberg wurde ein Wappenstein aufgestellt.